# Calamagrostis hirta
Calamagrostis hirta är en gräsart som först beskrevs av Luis Aloysius, Luigi Sodiro och Mille, och fick sitt nu gällande namn av Simon Laegaard. Calamagrostis hirta ingår i släktet rör, och familjen gräs. IUCN kategoriserar arten globalt som sårbar.
Artens utbredningsområde är Ecuador. Inga underarter finns listade i Catalogue of Life.